# Mercury Rev
Mercury Rev — американская рок-группа, образованная в 1989 году в Буффало, штат Нью-Йорк, единственными постоянными участниками которой были вокалист/гитарист Джонатан Донахью и гитарист/кларнетист/оператор звукового генератора Шон «Кузнечик» Маковяк. Музыка группы включает в себя инди-рок, психоделический рок и американский фолк, среди прочих форм. Mercury Rev были тесно связаны с The Flaming Lips, и эти две группы имеют общие исторические связи.
Уникальная смесь шугейза, нойз-попа, психоделии и экспериментальной музыки породила Yerself Is Steam 1991 года и Boces 1993 года, которые предвещали амбиции группы в конце десятилетия. По мере того, как их состав менялся, музыкальные горизонты расширялись; на See You on the Other Side 1995 года они добавили авантюрные фри-джазовые экскурсии и мелодии, похожие на колыбельные, с поразительными результатами. Хотя Mercury Rev были признаны критиками с самого начала, они не достигли коммерческого успеха до прорывного альбома Deserter's Songs 1998 года, который объединил интимное написание песен со свежим взглядом на Американу. Они продолжили развиваться, выпустив электронный альбом Snowflake Midnight в 2008 году, отдали дань уважения одному из величайших недооцененных альбомов Бобби Джентри в Bobbie Gentry's The Delta Sweete Revisited (2019) и вернулись к своему сочетанию искренних эмоций и экспериментов в альбоме Born Horses в 2024 году.

## Дискография
Смотри статью «Дискография Mercury Rev» в англ. разделе.
- Yerself Is Steam (1991)
- Boces (1993)
- See You on the Other Side (1995)
- Deserter's Songs (1998)
- All Is Dream (2001)
- The Secret Migration (2005)
- The Essential Mercury Rev: Stillness Breathes 1991-2006 (2006) — сборник
- Hello Blackbird (2006) — саундтрек
- Snowflake Midnight (2008)
- The Light in You (2015)
- Bobbie Gentry's The Delta Sweete Revisited (2019)
- Born Horses (2024)